# Уорнер, Марк
Марк Роберт Уорнер (англ. Mark Robert Warner; род. 15 декабря 1954, Индианаполис, Индиана) — американский политик-демократ. Сенатор США от штата Виргиния с 2009 года, губернатор Виргинии в 2002—2006 годах.

## Биография
В 1977 году он окончил Университет Джорджа Вашингтона, а в 1980 году получил степень доктора права в Гарвардской школе права. Работал помощником сенатора Криса Додда и участвовал в создании компании Nextel. Уорнер возглавлял демократов в Вирджинии с 1993 по 1995 год.

### Личная жизнь
В 1989 году женился на Лизе Коллис.